# Gródczany
Gródczany (cz. Hradčany, Račany, niem. Hratschein) – wieś w Polsce położona w województwie opolskim, w powiecie głubczyckim, w gminie Branice, przy granicy z Czechami.
Leży na terenie Nadleśnictwa Prudnik (obręb Prudnik).

## Historia
Historycznie miejscowość leży na tzw. polskich Morawach, czyli na obszarze dawnej diecezji ołomunieckiej. Po raz pierwszy wzmiankowane zostały w 1377 roku jako Hraczan, Hradschein i Radschen, kiedy to podzielono księstwo raciborsko-opawskie pomiędzy synów Mikołaja II. Później wzmiankowane jako Raczyn (1428) lub Hradczan (1429).
Po wojnach śląskich znalazła się w granicach Prus i powiatu głubczyckiego. Była zamieszkała przez tzw. Morawców. W 1910 77% mieszkańców posługiwało się czeskimi gwarami laskimi. Podczas akcji germanizacyjnej nazw miejscowych i fizjograficznych historyczna nazwa niemiecka Hratschein została w 1936 r. zastąpiona przez administrację nazistowską nazwą Burgfeld. W granicach Polski od końca II wojny światowej. Po drugiej wojnie światowej Morawców uznano za ludność polską i pozwolono im pozostać. Po 1956 nastąpiła fala emigracji do Niemiec.